# 捷克21歲以下國家足球隊
捷克21歲以下國家足球隊（Česká fotbalová reprezentace do 21 let）是捷克共和國的21歲以下國家足球代表隊。由捷克足球協會組織。參加每兩年舉辦一次的歐洲U-21足球錦標賽。

## 歷史
雖然捷克斯洛伐克在1993年1月1日解體，不過其U21代表隊一直存續到了1994年歐青賽。在此之後，捷克U21代表隊和斯洛伐克U21代表隊成為各自獨立的實體。捷克在2000年和2002年的歐青賽上兩次打入決賽，并獲得了2002年歐青賽賽事的冠軍。雖然在2004年和2006年捷克未能獲得歐青賽的參賽資格，但仍被歐足聯列入14支種子球隊。

## 歐青盃歷屆成績
| 年度   | 主辦國   | 冠軍     | 成績                   |
| ------ | -------- | -------- | ---------------------- |
| 1978年 | 主客制   | 南斯拉夫 | 以捷克斯洛伐克名義參賽 |
| 1980年 | 主客制   | 蘇聯     | 以捷克斯洛伐克名義參賽 |
| 1982年 | 主客制   | 英格蘭   | 以捷克斯洛伐克名義參賽 |
| 1984年 | 主客制   | 英格蘭   | 以捷克斯洛伐克名義參賽 |
| 1986年 | 主客制   | 西班牙   | 以捷克斯洛伐克名義參賽 |
| 1988年 | 主客制   | 法國     | 以捷克斯洛伐克名義參賽 |
| 1990年 | 主客制   | 蘇聯     | 以捷克斯洛伐克名義參賽 |
| 1992年 | 主客制   | 義大利   | 以捷克斯洛伐克名義參賽 |
| 1994年 | 法國     | 義大利   | 以捷克斯洛伐克名義參賽 |
| 1996年 | 西班牙   | 義大利   | 八強出局（1）          |
| 1998年 | 羅馬尼亞 | 西班牙   | 外圍賽出局             |
| 2000年 | 斯洛伐克 | 義大利   | 亞軍 （2）             |
| 2002年 | 瑞士     | 捷克     | 冠軍（3）              |
| 2004年 | 德国     | 義大利   | 外圍賽附加賽出局       |
| 2006年 | 葡萄牙   | 荷蘭     | 外圍賽附加賽出局       |
| 2007年 | 荷蘭     | 荷蘭     | 八強出局（4）          |
| 2009年 | 瑞典     | 德國     | 外圍賽出局             |
| 2011年 | 丹麦     |          |                        |

## 外部連結
- 歐足協：U21國家隊網站 （页面存档备份，存于）
- RSSSF：歐青賽全紀錄 （页面存档备份，存于）